# Planeta externo
Em Astronomia, são chamados de planetas externos os planetas do sistema solar com órbitas mais externas que a órbita da Terra, estando, portanto, mais afastados do Sol do que a Terra. São cinco os planetas externos: Marte, Júpiter, Saturno, Urano e Netuno.
A distância média entre o Sol e a Terra é de cerca de 150 milhões de km e, por definição, equivale a uma unidade astronômica, 1 UA. Portanto, o raio médio das órbitas dos planetas externos é maior do que 1 UA:
- Marte:     1.5 UA
- Júpiter:   5.2 UA
- Saturno:   9.5 UA
- Urano:    19.0 UA
- Netuno:   30.0 UA

Os outros dois planetas do sistema solar, Mercúrio e Vênus, têm raios orbitais menores do que 1 UA, estando mais próximos do Sol do que a Terra, e são chamados de planetas internos.